# 史記索隠
『史記索隠』（しきさくいん）は、唐の司馬貞による『史記』の注釈書。史記三家注のひとつ。30巻。先行の諸書を引用し、音韻や地理・人物の考証にすぐれる。